# Equilíbrio hídrico
Em fisiologia, o equilíbrio hídrico é o equilíbrio entre a água que é ingerida e a que é perdida na respiração, transpiração, urina e fezes. É controlado pelo hipotálamo através da ativação do mecanismo de sede.
Entrada: alimentação, líquidos, soro, medicamentos, água endógena (produzida pelo próprio organismo).
Saída: urina, fezes, perdas insensíveis (sudorese, respiração, perspiração).

## ÁGUA ENDÓGENA & PERDAS INSENSÍVEIS
A água do organismo pode ser de origem endógena ou exógena. Endógena – É aquela proveniente das reações químicas que ocorrem no próprio organismo, com liberação de água. Exemplo: água liberada durante a síntese de proteínas, polissacarídeos, lipídios e ácidos nucléicos e, ainda, no final da respiração celular.
A água também é normalmente perdida pelo organismo através dos rins, por meio da urina; através do trato intestinal por meio de material fecal e de forma insensível através da pele como respiração. ... A evaporação insensível, a partir da pele e do trato respiratório, resulta em perda significante de líquido
No equilíbrio hídrico é possível calcular uma valor estimado da água endógena (AE) e da perda insensível (PI) para que assim consigamos identificar com maior precisão o total de líquidos inseridos (Ganhos) ou perdidos (Perdas) por um paciente.
Essas Formulas podem ser utilizadas em unidades de terapia intensiva para cálculo do balanco hídrico, os mesmo servem para pacientes adultos ou pediátricos;
O peso é multiplicado por uma constante que por sua vez é definida de acordo com qual dispositivo ou meio de ventilação o paciente se encontra;
O balanço hídrico (BH) deve ser fechado ou avaliado a cada 6 horas, logo para as 24 horas do dia o volume total da AE e PI deve ser dividida para 4, para que assim possamos saber seu respectivo volume a cada 6 horas do dia; 
Ao avaliarmos o BH faz-se a somatória dos volumes infundidos ou “ganhos” junto a AE e posteriormente subtraímos da somatória dos volumes perdidos ou “perdas” com a PI;
BH positivo (> Zero) pode indicar retenção de líquidos;
BH negativo (< Zero) pode indicar perda excessiva de líquidos;
Formulas:.
Ventilação Espontânea
Ar ambiente
AE: Peso x 8 ÷ 4        PI: Peso x 10 ÷ 4
Cateter Nasal
AE: Peso x 9 ÷ 4        PI: Peso x 11 ÷ 4
Macro nebulização
AE: Peso x 10 ÷ 4       PI: Peso x 12 ÷ 4
Ventilação Mecânica
VM: Suporte (PSV/CPAP)
AE: Peso x 11 ÷ 4       PI: Peso x 13 ÷ 4
VM: Controlada (VCV/PCV)
AE: Peso x 12 ÷ 4       PI: Peso x 14 ÷ 4

## ÁGUA ENDÓGENA E PERDAS INSENSÍVEIS EM NEONATOLOGIA (Até 28 dias de vida)
Cálculo aplicado em neonatogia (Recém nascidos de até 28 dias de vida)

AE: 10 x Peso ÷ 4        PI: ML x Peso ÷ 4

ML: Vide tabela abaixo
Peso                                       Idade Pós Natal
< 7 Dias de Vida             > 7 Dias de Vida
0,500-0,750 Kg               100 ml/Kg                       80 ml/Kg
0,751-1000  Kg                65 ml/Kg                        50 ml/Kg
1,001-1,250 Kg                55 ml/Kg                        50 ml/Kg
1,251-1,500 Kg                40 ml/Kg                        40 ml/Kg
1,501-1,750 Kg                20 ml/Kg                        20 ml/Kg
1,751-2,000 Kg                15 ml/Kg                       15 ml/Kg
Existem fatores que podem influenciar nas perdas insensíveis, de forma a aumentar ou diminuir.
Fatores que aumentam as PI:
- Prematuridade em 100-300%
- Calor radiante em 50-100%
- Fototerapia convencional em 30-50%
- Hiperatividade ou choro em 20-70%
- Hipertermia em 30-70%
- Hiperpneia em 20-30%

Fatores que diminuem as PI:
- Incubadora de parede dupla em 30%
- Umidificação de incubadora em 30%
- Protetor plastico em 30%
- Ventilação mecânica em 30%
- Membrana semipermeável em 50%